# Uranoscopus
Chi Cá sao (Danh pháp khoa học: Uranoscopus) là một chi cá biển trong họ cá Uranoscopidae, theo truyền thống xếp trong bộ Cá vược (Perciformes), nhưng gần đây được một số tác giả chuyển sang bộ Uranoscopiformes. Tên gọi Uranoscopus bắt nguồn từ tiếng Hy Lạp ouranos tức là bầu trời và skopein nghĩa là xem, quan sát.

## Đặc điểm
Là loài động vật ăn thịt chuyên đánh lén, khuôn mặt hếch cho phép cá sao giấu gần như toàn bộ cơ thể dưới cát hoặc bùn, chờ con mồi bơi tới gần. Khi há miệng, cá sao có thể biến thành hố sát thủ với khả năng nuốt trọn con mồi có kích thước tương tự chúng. Một số loài cá sao thậm chí còn có thể hút mồi bằng lưỡi dài. Vài loài khác có cặp cựa cực độc phía sau đầu hoặc cơ quan phóng điện nằm giữa hai mắt. Đây là vũ khí giúp chúng làm tê liệt con mồi nhỏ hoặc gây đau đớn cho những loài lớn hơn.

## Các loài
Hiện nay có 23-25 loài được ghi nhận trong chi này:
- Uranoscopus affinis
- Uranoscopus albesca
- Uranoscopus archionema
- Uranoscopus bauchotae
- Uranoscopus bauchotae[6]
- Uranoscopus bicinctus
- Uranoscopus cadenati
- Uranoscopus chinensis
- Uranoscopus cognatus
- Uranoscopus crassiceps
- Uranoscopus dahlakensis
- Uranoscopus dollfusi - cá sao Dollfus
- Uranoscopus filibarbis
- Uranoscopus fuscomaculatus
- Uranoscopus guttatus
- Uranoscopus japonicus
- Uranoscopus kaianus
- Uranoscopus marisrubri
- Uranoscopus marmoratus
- Uranoscopus oligolepis
- Uranoscopus polli
- Uranoscopus rosette[7]
- Uranoscopus scaber - loài điển hình của chi.
- Uranoscopus sulphureus
- Uranoscopus tosae